# Eghegis, Vayots Dzor
Eghegis là một đô thị thuộc tỉnh Vayots Dzor, Armenia. Dân số ước tính năm 2011 là 513 người.